# Coxeters loxodromische Folge von tangierenden Kreisen

Coxeters Spiralen (grau)

Coxeters loxodromische Folge von tangierenden Kreisen ist in der Geometrie eine unendliche Folge von Kreisen, von denen vier aufeinander folgende sich paarweise tangieren und deren Radien eine geometrische Reihe bilden.
Coxeter untersuchte 1968 solche Kreisarrangements und wies nach, dass die Kreismittelpunkte und die Berührungspunkte der Kreise auf einander ähnlichen logarithmischen Spiralen liegen, grau im Bild.
Wenn {\displaystyle k_{j}=k\cdot q^{j}} mit Konstanten {\displaystyle k,q\in \mathbb {R} } die Krümmungen der Kreise sind, dann lautet der Satz von Descartes mit ihnen
{\displaystyle {\begin{aligned}0=&2(k_{0}^{2}+k_{1}^{2}+k_{2}^{2}+k_{3}^{2})-(k_{0}+k_{1}+k_{2}+k_{3})^{2}\\=&k^{2}{\big (}2(1+q^{2}+q^{4}+q^{6})-(1+q+q^{2}+q^{3})^{2}{\big )}\\=&k^{2}(1+q^{2})(1-2q-2q^{2}-2q^{3}+q^{4})\end{aligned}}}
Im komplexen hat das Polynom in der zweiten Klammer vier Lösungen:
{\displaystyle {\begin{aligned}q_{1,2}=&\Phi \pm {\sqrt {\Phi }},\quad \Phi ={\frac {{\sqrt {5}}+1}{2}}\\q_{3,4}=&-\Phi ^{-1}\pm {\rm {i}}{\sqrt {\Phi ^{-1}}}={\rm {e}}^{\pm {\rm {i}}\beta },\;\beta =\arccos \left(-\Phi ^{-1}\right)\end{aligned}}}
Darin ist {\displaystyle {\rm {i}}^{2}=-1} die Imaginäre Einheit, ex die e-Funktion, arccos der Arkuscosinus und {\displaystyle \Phi } der goldene Schnitt. Wenn (x,0) die xy-Koordinaten des Mittelpunkts des größten Kreises in der xy-Ebene sind, dann haben die Kreise für {\displaystyle j=1,2,\dots } die Eigenschaften:
| Mittelpunkt: | {\displaystyle m_{j}=(q_{2}q_{3})^{j}x=\left(\Phi -{\sqrt {\Phi }}\right)^{j}\left(-\Phi ^{-1}+{\rm {i}}{\sqrt {\Phi ^{-1}}}\right)^{j}x} |
| Radius:      | {\displaystyle r_{j}={\sqrt {3\Phi ^{-1}-1}}q_{2}^{j}x={\sqrt {3\Phi ^{-1}-1}}\left(\Phi -{\sqrt {\Phi }}\right)^{j}x}                    |

Die Radien werden immer kleiner und die Mittelpunkte wandern in den Ursprung des Koordinatensystems. Neben den Mittelpunkten liegen auch die Berührungspunkte der Kreise auf ähnlichen Spiralen, die durch einen anderen Wert für x entstehen (dunkler graue Spiralen im Bild).